# Amyl and the Sniffers (album)
Amyl and the Sniffers è l'eponimo album di debutto della band australiana Amyl and the Sniffers, pubblicato il 24 maggio 2019 dall'etichetta Rough Trade Records in Europa, dalla Flightless Records in Australia e dall'ATO Recordings negli Stati Uniti d'America.
Alla sua uscita, ha ricevuto recensioni generalmente positive, e ha raggiunto la posizione numero 22 in Australia e la numero 91 nella classifica degli album del Regno Unito and No. 91 on the UK Albums Chart..
Agli ARIA Music Awards del 2019 l'album ha vinto l'ARIA Award come miglior album rock.

## Tracce
1. Starfire 500 – 3:36
2. Gacked on Anger – 1:49
3. Cup of Destiny – 2:15
4. GFY – 1:48
5. Angel – 2:50
6. Monsoon Rock – 2:25
7. Control – 2:34
8. Got You – 2:18
9. Punisha – 1:44
10. Shake Ya – 3:17
11. Some Mutts (Can't Be Muzzled) – 4:22